# Walter Marget
Walter Marget (* 1. August 1920 in Stuttgart; † 21. Januar 2013) war ein deutscher Pädiater.

## Leben
Walter Marget war von 1951 bis 1961 an der Universitätskinderklinik in Freiburg tätig, wo er die Abteilung für pädiatrische Infektiologie mit Labordiagnostik aufbaute. Er  habilitierte sich 1961 in Freiburg. Er ging zunächst nach Tübingen und 1967 an das Dr. von Haunersche Kinderspital. Dort war er bis zu seiner Emeritierung Abteilungsleiter für Infektiologie und Immunologie. 
Schwerpunkt seiner wissenschaftlichen Arbeit war die Sepsis-Pathogenese und Sepsis-Epidemiologie bei Kindern. Er war Gründer und lange Zeit Herausgeber der Zeitschrift INFECTION. Marget war 1983 Mitbegründer und war seit 1997 Ehrenmitglied der European Society for Paediatric Infectious Diseases (www.espid.org). Nach ihm wird ein jährlicher Ausbildungskurs (Walter Marget Educational Workshop) der ESPID benannt.
Magret gehörte 1973 zu den Gründungsmitgliedern der Deutschen Gesellschaft für Infektiologie.

## Ehrungen
- Bundesverdienstkreuz am Bande (29. Juni 1988)[4]
- Moro-Preis der Deutschen Gesellschaft für Pädiatrie
- 1999: ESCMID Award for Excellence in Clinical Microbiology and Infectious Diseases